# Cosmo (canal de televisión)
COSMO (anteriormente conocido como Cosmopolitan TV) es un canal de televisión por suscripción español, operado por A&E Networks,Hearst Entertaiment,AMC Networks International Latin America y Corus Entertainment (Canadá).
La cadena comenzó sus emisiones el 1 de marzo de 2000 y su propósito era crear un canal dirigido al público femenino. Su programación se basa en la emisión de series, cine y otros programas de entretenimiento orientados principalmente, aunque no únicamente, a las mujeres.
Dado su éxito el canal posteriormente se lanzó en América Latina en 2002 y en Canadá a principios de 2008.

## Historia
El canal COSMO comienza sus emisiones en España el 1 de marzo de 2000, lanzado por Hearst Corporation en sociedad con la productora MultiPark, bajo la dirección de Gustavo Basalo, dedicado exclusivamente a mujeres. En sus comienzos el canal se dedicaba a retransmitir películas españolas, normalmente de género dramático, pasando después a emitir series extranjeras como Sexo en Nueva York o programas como Café caliente, presentado por Ivonne Reyes.
El éxito de audiencia de Sexo en Nueva York  llevó a COSMO a apostar por otras series internacionales como Crossing Jordan, Beautiful People, Everwood, Charmed, Cinco razones (para no salir contigo), La juez Amy, One Tree Hill, Betty (Ugly Betty) o Gossip Girl, emitiendo las nuevas temporadas en exclusiva en España.
Desde el 30 de enero de 2011, el canal comenzó las emisiones de COSMO HD, versión en alta definición del canal, y que emite su programación en formato alta definición 1080i. Y actualmente además de emitir en lineal sus contenidos están disponibles bajo demanda y en el servicio COSMO ON.
Entre sus últimas series destacan títulos como Catalina la Grande, Motherland, Agatha Raisin, Bright Minds, Back to life, Crimen en el paraíso, Crímenes Perfectos, La Mentira, Dark Woods, Harlots: Cortesanas o Call My Agent!.
COSMO es el único canal temático de pago cuya programación va dirigida esencialmente, aunque no exclusivamente, a una audiencia femenina. Ofrece en un entorno multiplataforma contenidos centrados en la mejor ficción (series y cine) así como en diferentes programas de éxito como MasterChef USA. 
Actualmente COSMO está disponible en más de tres millones de hogares abonados a través de la totalidad de las plataformas de pago de nuestro país. De este modo, COSMO se puede ver en Movistar+, Vodafone TV, Orange TV, Euskaltel, R, Telecable y Virgin Telco. 
Almudena Ledo Linares-Rivas es la directora general de COSMO desde 2014. El canal forma parte del portfolio de A+E Networks EMEA, un grupo de medios que llega a más de 76 millones de hogares en 100 países.

## COSMO ON y acceso bajo demanda
Actualmente las series, programas y cine de estreno de COSMO están disponibles en los servicios bajo demanda de los operadores que retransmiten el canal. Además, Movistar+ y Orange TV ofrecen el servicio COSMO ON, un nuevo espacio con contenidos como las series Catalina la Grande, Motherland, Agatha Raisin, Bright Minds, Back to life, Crimen en el paraíso, Crímenes Perfectos, La Mentira, Dark Woods, Harlots: Cortesanas o Call My Agent!; preestrenos en exclusiva de muchas de series; o programas de entretenimiento como The Dog House, Nuestro propio castillo, o The Graham Norton Show.

## Compromiso social y producción de cortometrajes
Como parte de su compromiso social, COSMO ha producido cinco cortometrajes originales. Cuatro de estas películas hablan sobre la lacra de la violencia de género: Animal (2018), A quien dices amar (2019), Lo de aquella noche (2020) y De Menos (2021). Todas se estrenaron el 25 de noviembre, Día Internacional de la Eliminación de la Violencia contra la Mujer y entre sus protagonistas se encuentran famosos actores españoles como Kira Miró, Víctor Clavijo, Miki Esparbé, Ana Polvorosa, Claudia Traisac, Javier Morgade, Jan Cornet y Rocío León. Además, el pasado 28 de junio, Día del Orgullo LGBT, COSMO estrenó 17 minutos con Nora (2021), un corto sobre los derechos de las personas trans protagonizado por Isak Férriz y Álex Silleras.

## Programación
- Anatomía de Grey
- Army Wives
- Beautiful People
- Bedlam
- Benched
- Betty
- Borgia
- Cásate Conmigo
- Cashmere Mafia
- Cinco razones (para no salir contigo)
- Crossing Jordan
- Cougar Town
- Diario de una doctora
- De la A a la Z
- Eastwick
- Embrujadas
- Everwood
- Falcon Beach
- Fiscal Chase
- Gossip Girl
- Hellcats
- Josh y el sexo
- Kath y Kim
- La juez Amy
- Las chicas Gilmore
- Los Kennedy
- Masterchef (España, EE. UU., Australia, Canadá e Italia)
- Men In Trees
- Mis chicos y yo
- Mistresses: ¿Amor o sexo?
- Mujeres Desesperadas
- Nikita
- One Tree Hill
- October Road
- ¿Qué hacemos con Brian?
- Samantha Best
- Sexo en Nueva York
- Sin Pegar Ojo
- Sobreviviendo a los ricos
- South Riding
- Suburgatory (Fuera de Lugar)
- Terapia de Choque
- The Mallorca Files
- The Mindy Project
- Threesome
- Verónica Mars
- Vida Secreta de una Adolescente
- Zoe: Factor sorpresa